# په ایکارت
په ایکارت (انگلیسی: Pepe Aicart؛ زادهٔ ۱۷ اکتبر ۱۹۸۶) بازیکن فوتبال اهل اسپانیا است.
از باشگاه‌هایی که در آن بازی کرده‌است می‌توان به باشگاه فوتبال اوئسکا، باشگاه فوتبال لگانس، باشگاه فوتبال سلتاویگو، و باشگاه فوتبال آلباسته بالومپیه اشاره کرد.